# 博博耶省
13°04′54″N 2°54′39″E / 13.08167°N 2.91083°E

博博耶省（法語：Boboye），是尼日爾的省份，位於該國西南部，由多索大區負責管轄，東北面是洛加省，面積4,794平方公里，2011年人口372,904，人口密度每平方公里78人。